# Лавинный диод
Лави́нный дио́д — подкласс полупроводниковых диодов с p-n переходом. Представляет собой разновидность стабилитрона. Обычно изготавливается из кремния.

## Принцип действия
Работа лавинного диода основана на обратимом лавинном пробое p-n перехода при обратном включении, — то есть при подаче на слой с p-типом проводимости (анода) отрицательного относительно n-слоя (катода) напряжения.
Лавинный пробой возникает когда напряжённость электрического поля в p-n-переходе и длина свободного пробега носители заряда достаточна для ударной ионизации — образования пар электрон-дырка. При увеличении напряжения  и соответственно электрического поля в обеднённом слое полупроводника количество порождённых пар нарастает, что вызывает нарастание тока, поэтому напряжение на лавинном диоде остаётся практически постоянным.

## Особенности
В стабилитронах при обратном смещении перехода существуют два механизма обратимых пробоев — туннельный пробой (зенеровский) и лавинный, — но их относительный вклад зависит от удельного сопротивления базы диода, которое зависит от концентрации легирующей примеси (чем выше концентрация, тем ниже удельное сопротивление):
- при низких удельных сопротивлениях напряжение обратного пробоя мало, и пробой носит туннельный характер,
- а при высоких — напряжение пробоя выше, и пробой — лавинный.

Удельное сопротивление базы диода также зависит от материала и типа проводимости базы. Так, например, для германия с его электронным типом проводимости равенство лавинной и туннельной составляющей тока наблюдается при удельном сопротивлении 1 Ом⋅см).
Для лавинного пробоя характерно увеличение напряжения пробоя (стабилизации) при повышении температуры, так как при увеличении температуры сокращается длина свободного пробега носителей заряда и для развития лавинного размножения необходимо увеличивать напряжённость поля в обеднённом слое, о есть увеличивать напряжение. Для туннельного пробоя наоборот — напряжение пробоя (стабилизации) снижается с ростом температуры. При напряжении начала пробоя не свыше 5,1 В преобладает туннельный пробой. Если же напряжение пробоя превышает 5.1 В, — напротив преобладает лавинный пробой. Поэтому у стабилитронов с напряжением стабилизации 5,1 В отсутствует температурный дрейф напряжения стабилизации, так как температурные дрейфы туннельного и лавинного пробоев имеют разный знак и взаимно компенсируют друг друга.
Таким образом, любые стабилитроны с напряжением стабилизации более 5,1 В можно считать лавинными диодами.
При медленном увеличении обратного напряжения заметно превысить напряжение пробоя (стабилизации) невозможно. Но при высокой скорости нарастания напряжения на диоде ({\displaystyle dU/dt>10^{12}} В/с) оказывается возможным приложение к p+-n-n+-структуре напряжения в полтора-два раза превышающее напряжения стационарного пробоя, после чего её сопротивление резко падает за время порядка 100 пикосекунд или даже быстрее. Такое сверхбыстрое изменение состояния стабилитрона (лавинного диода в частности) от непроводящего к проводящему обеспечивается за счет формирования и распространения волны ударной ионизации. На основе данного эффекта разработан прибор, изготавливаемый чаще всего из кремния, — диодный лавинный обостритель импульсов (англ. silicon avalanche sharpener, SAS diode).

## Применение
Лавинные диоды в электронике применяются в качестве стабилитронов. Также лавинные диоды применяются для защиты электрических цепей от перенапряжений. Защитные лавинные диоды конструируют так, чтобы исключить шнурование тока тока в одной или нескольких точках p-n перехода, приводящую к локальному перегреву полупроводниковой структуры в этих точках, и, таким образом, исключения необратимого разрушения диода. Диоды, предназначенные для защиты от перенапряжения, часто называют супрессорами.
Лавинный пробой в диодах также используется в лавинных фотодиодах и диодных генераторах шума.